# NGC 5100-1
NGC 5100-1 (ook wel NGC 5106-1) is een spiraalvormig sterrenstelsel in het sterrenbeeld Maagd. Het hemelobject ligt in de buurt van NGC 5100-2.

## Synoniemen
- NGC 5106-1
- IRAS13184+0914
- UGC 8389
- NPM1G +09.0311
- MCG 2-34-9
- ZWG 72.50
- PGC 46599